# Desamparados (kanton)
Desamparados is een gemeente (cantón) in de provincie San José van Costa Rica. Met zijn 236.000 inwoners is deze gemeente de derde grootste van het land, na San José en Alajuela.
De gemeente wordt onderverdeeld in dertien deelgemeenten (distrito): Desamparados (de eigenlijke stad), Damas, Frailes, Gravilias, Los Guido, Patarrá, Rosario, San Antonio, San Cristóbal, San Juan de Dios, San Miguel, San Rafael Abajo en San Rafael Arriba.